# Oganes Zanazanyan
Oganes Zanazanyan (en armenio: Հովհանես Զանազանյան, en ruso: Оганес Арутюнович Заназанян; Atenas, 10 de diciembre de 1946-Ereván, 4 de octubre de 2015) fue un entrenador y jugador de fútbol griego nacionalizado armenio que jugaba en la demarcación de centrocampista. En 1973, como capitán del equipo FC Ararat Ereván, fue campeón de la URSS y ganador de la Copa en 1973 y 1975.

## Selección nacional
Jugó un total de seis partidos con la selección de fútbol de la Unión Soviética. Hizo su debut el 28 de agosto de 1972 en un partido de los Juegos Olímpicos de Múnich 1972 contra Birmania que finalizó con victoria soviética por 0-1. Jugó un total de seis partidos con la selección, disputando como último partido, el 10 de septiembre del mismo año el partido de tercer y cuarto puesto de los Juegos Olímpicos contra Alemania Democrática, consiguiendo posteriormente la medalla de bronce.

### Goles internacionales
| # | Fecha                | Estadio                                      | Oponente | Gol | Resultado | Competición                     |
| - | -------------------- | -------------------------------------------- | -------- | --- | --------- | ------------------------------- |
| 1 | 30 de agosto de 1972 | Estadio Olímpico de Múnich, Múnich, Alemania | Sudán    | 0-2 | 1–2       | Juegos Olímpicos de Múnich 1972 |

### Participaciones en los Juegos Olímpicos
| Mundial                         | Sede                | Resultado     | Partidos | Goles |
| ------------------------------- | ------------------- | ------------- | -------- | ----- |
| Juegos Olímpicos de Múnich 1972 | Alemania Occidental | Tercer puesto | 6        | 1     |

## Clubes

### Como futbolista
| Club                | País    | Año         | Partidos | Goles |
| ------------------- | ------- | ----------- | -------- | ----- |
| Gandzasar Kapan FC  | Armenia | 1965        | 38       | 11    |
| FC Shirak Gyumri    | Armenia | 1966        | 24       | 3     |
| FC Ararat Ereván    | Armenia | 1966 - 1975 | 243      | 56    |
| FC Spartak de Moscú | Rusia   | 1976        | 4        | 0     |
| Erebuni FC          | Armenia | 1976 - 1977 | 36       | 11    |
| Lernayin Artsakh FC | Armenia | 1978 - 1979 | 40       | 21    |

### Como entrenador
| Club                                  | País    | Año         |
| ------------------------------------- | ------- | ----------- |
| Erebuni FC                            | Armenia | 1976 - 1977 |
| Lernayin Artsakh FC                   | Armenia | 1978 - 1979 |
| Homenetmen Beirut                     | Líbano  | 1992 - 1993 |
| Selección de fútbol sub-21 de Armenia | Armenia | 1994 - 1995 |
| FC Spartak Ereván                     | Armenia | 2001 - 2002 |
| FC Banants Ereván                     | Armenia | 2003 - 2005 |

## Palmarés

### Campeonatos nacionales
| Título                                 | Club             | País            | Año  |
| -------------------------------------- | ---------------- | --------------- | ---- |
| Primera División de la Unión Soviética | FC Ararat Ereván | Unión Soviética | 1973 |
| Copa de la Unión Soviética             | FC Ararat Ereván | Unión Soviética | 1973 |
| Copa de la Unión Soviética             | FC Ararat Ereván | Unión Soviética | 1975 |

### Campeonatos internacionales
| Título            | Club                                   | País            | Año  |
| ----------------- | -------------------------------------- | --------------- | ---- |
| Medalla de bronce | Selección de fútbol de Unión Soviética | Unión Soviética | 1972 |